# Marlewo (Poznań)
Marlewo – część Poznania, leżąca na terenie osiedla samorządowego Starołęka-Minikowo-Marlewo. Sąsiaduje ze Starołęką Wielką i Minikowem.
Przyłączona do miasta w 1942 roku. Zabudowana głównie domami jednorodzinnymi położona jest w okolicy ul. Ożarowskiej i Czernichowskiej.
W roku 1994 tomik poetycki Marlewo wydał Dariusz Sośnicki.